# Hiranai
Hiranai (japanska: 平内町?, Hiranai-machi) är en landskommun (köping) i Aomori prefektur i Japan.  